# 조은혜
조은혜(1985년 3월 12일 ~)는 대한민국의 영화 스타일리스트(영화 분장사)출신 휠체어 펜싱 선수이다. 2017년 낙상 사고를 당했고 휠체어를 탄채로 일하기가 어려워 영화, 미용계에서 은퇴했다. 이후 재활을 위해 휠체어 펜싱에 진출했다. 그리고 2024년 하계 패럴림픽에 출전했다.